# Idomene scotti
Idomene scotti är en kräftdjursart som beskrevs av Lang 1948. Idomene scotti ingår i släktet Idomene och familjen Thalestridae. Inga underarter finns listade i Catalogue of Life.